# Мезуза

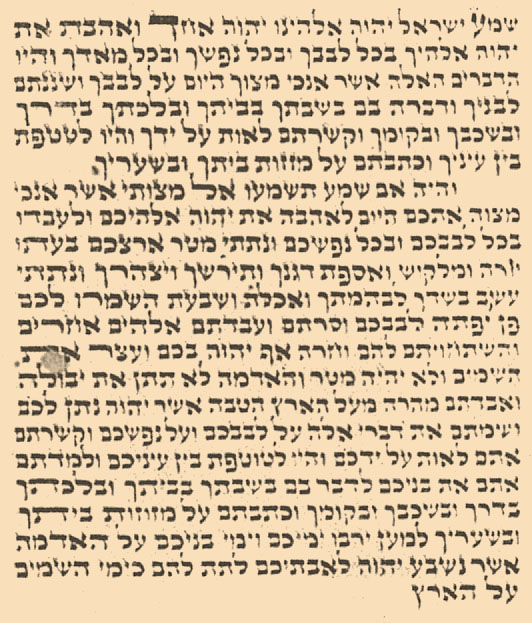
Фото свитка мезузы из Еврейской энциклопедии Брокгауза и Эфрона

Мезуза (мезуза́, от ивр. מזוזה‎ — «дверной косяк») — свиток пергамента, содержащий часть текста Торы (Шма). Пергамент сворачивают и помещают в футляр, который затем прикрепляют к дверному косяку жилого помещения еврейского дома.

## Текст
Текст мезузы из 15 стихов пишут в 22 строки, содержащие 170 слов из 713 букв.

Слушай, Израиль: Господь, Бог наш, Господь един есть; и люби Господа, Бога твоего, всем сердцем твоим, и всею душёю твоею и всеми силами твоими. И да будут слова сии, которые Я заповедую тебе сегодня, в сердце твоём; и внушай их детям твоим и говори о них, сидя в доме твоём и идя дорогою, и ложась и вставая; и навяжи их в знак на руку твою, и да будут они повязкою над глазами твоими, и напиши их на косяках дома твоего и на воротах твоих.
— Втор. 6:4—9

Если вы будете слушать заповеди Мои, которые заповедую вам сегодня, любить Господа, Бога вашего, и служить Ему от всего сердца вашего и от всей души вашей, то дам земле вашей дождь в своё время, ранний и поздний; и ты соберёшь хлеб твой и вино твоё и елей твой; и дам траву на поле твоем для скота твоего, и будешь есть и насыщаться. Берегитесь, чтобы не обольстилось сердце ваше, и вы не уклонились и не стали служить иным богам и не поклонились им; и тогда воспламенится гнев Господа на вас, и заключит Он небо, и не будет дождя, и земля не принесёт произведений своих, и вы скоро погибнете с доброй земли, которую Господь даёт вам. Итак положите сии слова Мои в сердце ваше и в душу вашу, и навяжите их в знак на руку свою, и да будут они повязкою над глазами вашими; и учите им сыновей своих, говоря о них, когда ты сидишь в доме твоём, и когда идёшь дорогою, и когда ложишься, и когда встаёшь; и напиши их на косяках дома твоего и на воротах твоих, дабы столько же много было дней ваших и дней детей ваших на той земле, которую Господь клялся дать отцам вашим, сколько дней небо будет над землёю.
— Втор. 11:13—21

## Условия написания и прикрепления мезузы
Мезуза должна быть написана от руки глубоко религиозным и высококвалифицированным софером на пергаменте (духсустусе) из кожи кошерного животного. На внутреннюю сторону свитка наносят две (из трёх) части Шма (Втор. 6:4—9 и 11:13—21), а на внешнюю сторону — слово שדי‎ (Шаддай — «Всемогущий»; толкуют также как акроним слов Шомер длатот Исраэль — «Охраняющий двери Израильские»). Мезузы провозглашают единство Бога и существование завета между Ним и еврейским народом. В Торе дважды упомянуто повеление нанести слово Господа на косяки дома: «И да будут слова сии, которые Я заповедую тебе сегодня, в сердце твоём… и напиши их на косяках (мезузот) дома твоего и на воротах твоих» (Втор. 11:20).
Мезузу помещают, как правило, в футляр, на внешней стороне которого принято изображать букву ש (шин) и крепят в верхней трети правого косяка дверного проёма. В ашкеназских общинах мезуза наклонена внутрь верхним концом, в сефардских — вертикально ровно. В момент прикрепления кошерной мезузы произносят благословение «Благословен Ты, Господи, Бог наш, Царь Вечный, который освятил нас заповедями Своими и повелел нам прикреплять мезузу».
Караимы не считают заповедь о мезузе обязательной. Расхождения караимской и иудейской традиций вызвано буквальным следованием заповедям Торы. На дверях кенассы нет обязательной для синагоги мезузы, караимы записывают священные слова прямо на косяке. Но всё же иногда караимы в качестве мезузы прикрепляют на дверь символическое изображение скрижалей Завета.
Самаритяне же в качестве мезуз используют дощечки, на которых выводят любой отрывок из текста Самаритянского Пятикнижия. В древности самаритянская мезуза представляла собой простую каменную дощечку, которую ставили над дверями. В наше время эту дощечку делают в основном из мрамора, дерева, куска пергамента или высококачественной бумаги, вывешивая мезузу над дверью дома, внутри него, в прихожей или на самом видном месте на большой стене.

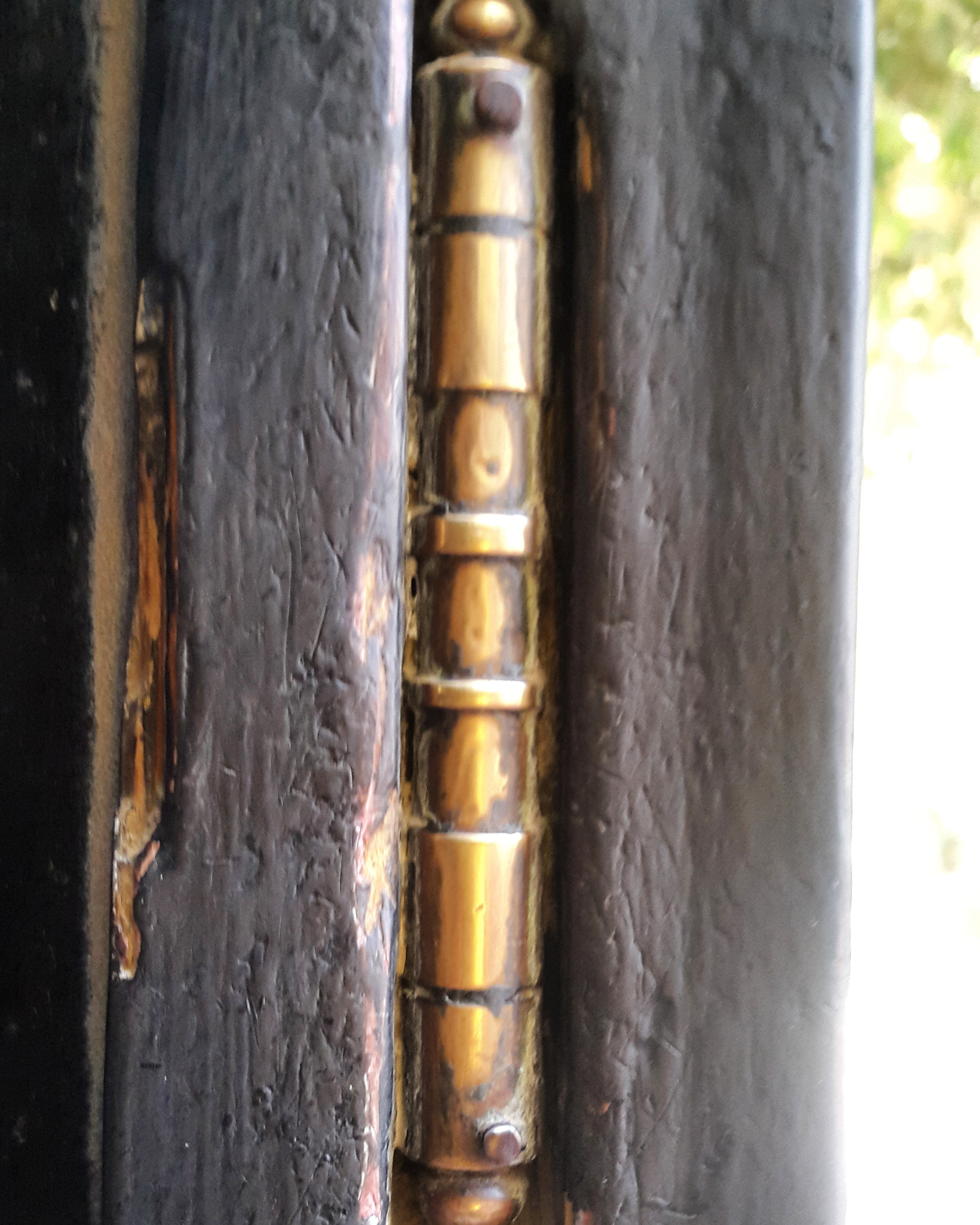
Сефардская мезуза, врезанная внутрь косяка двери
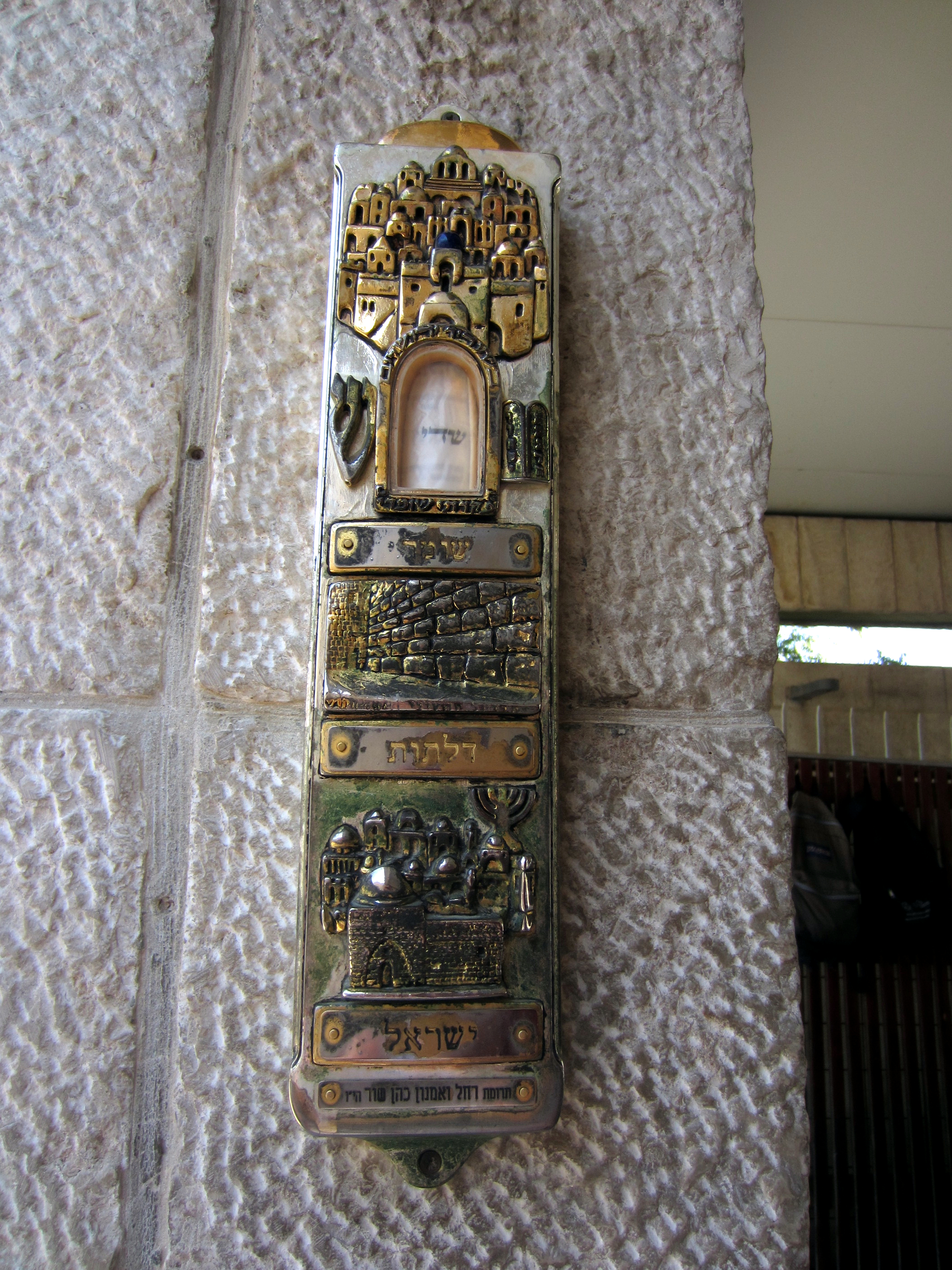
В футляре сефардской мезузы видно слово Шаддай, написанное на внешней стороне свитка
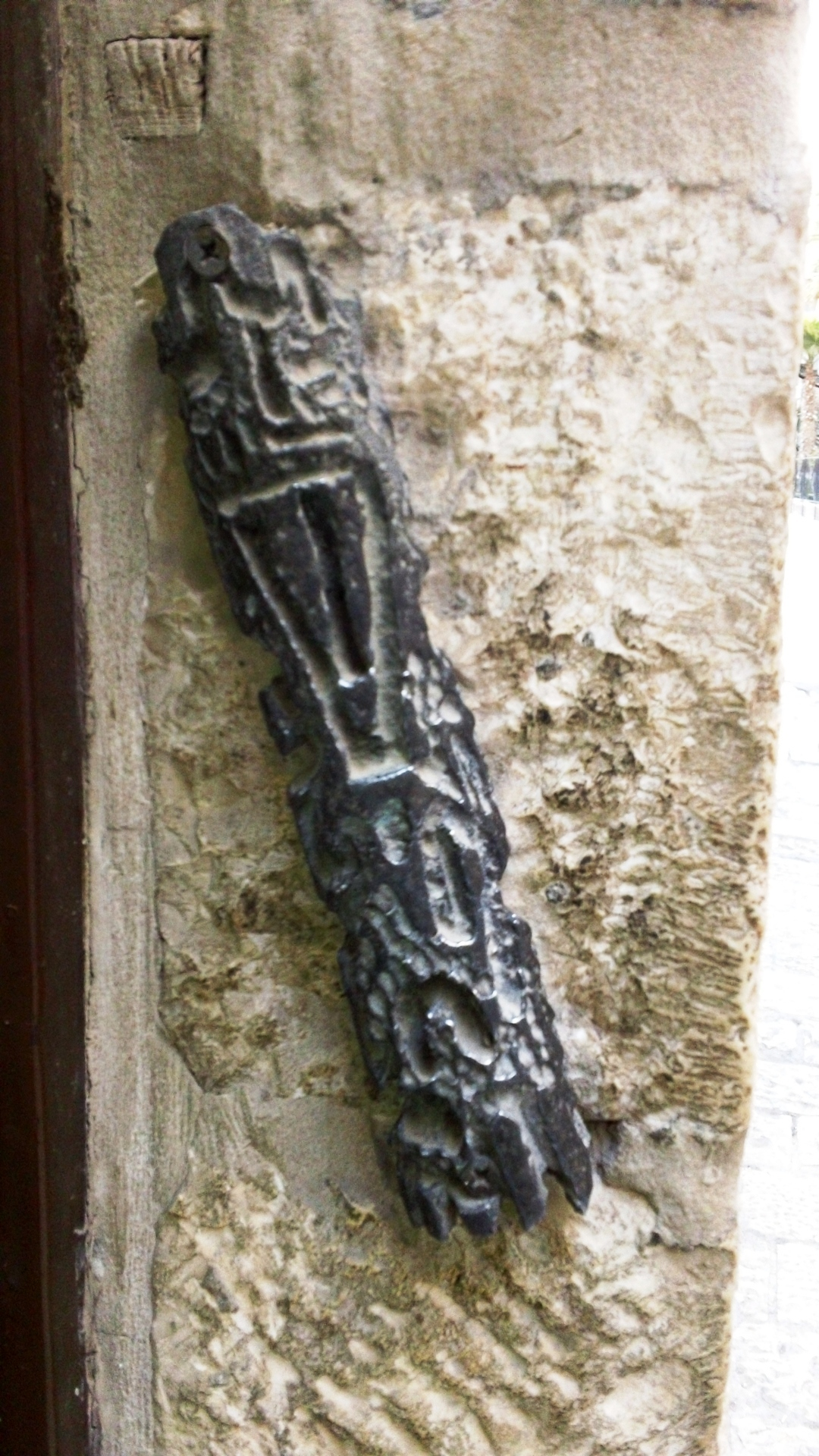
Прикреплённая ко входу ашкеназская мезуза
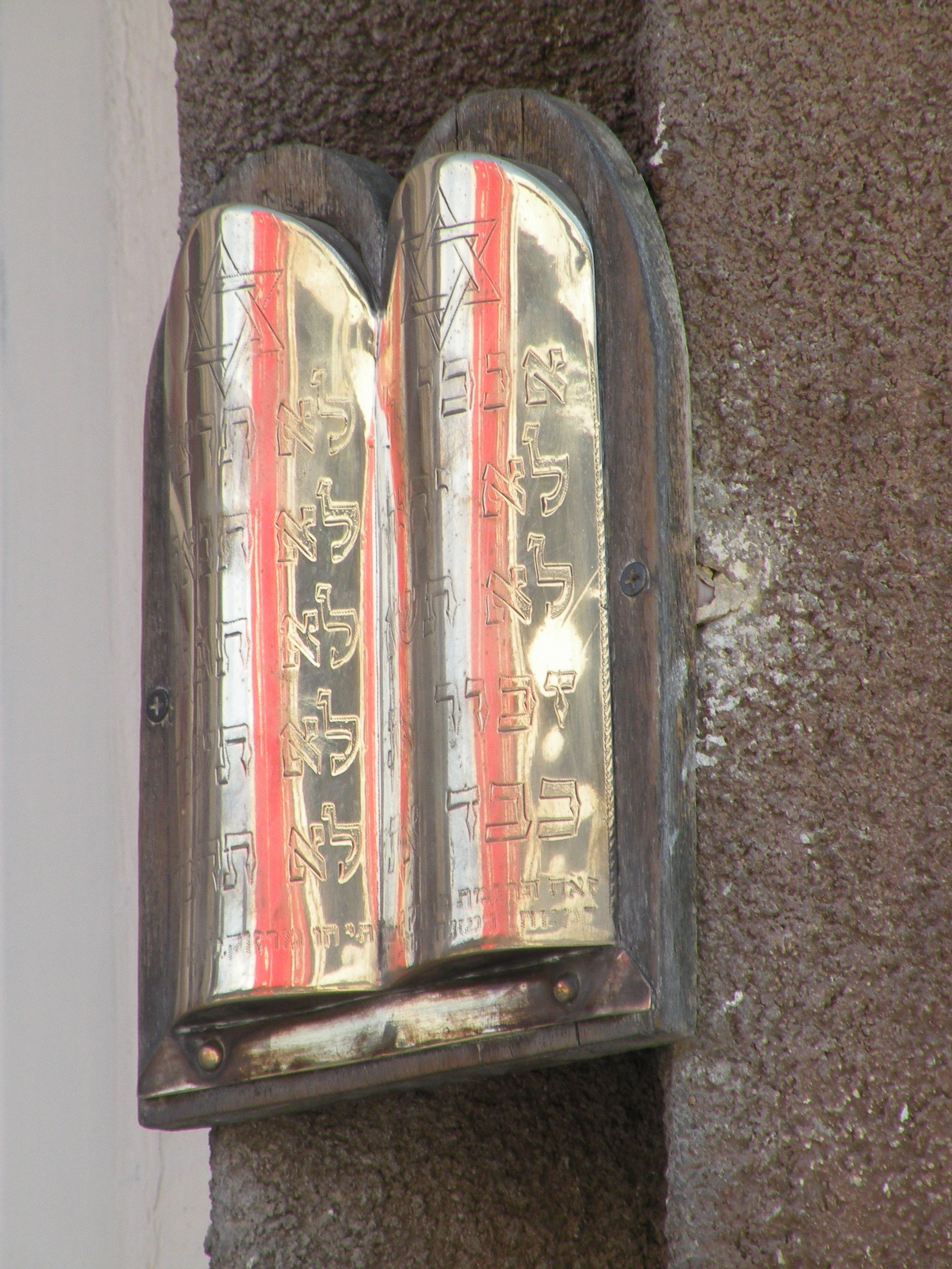
Караимская мезуза в Рамле с написанными Десятью заповедями
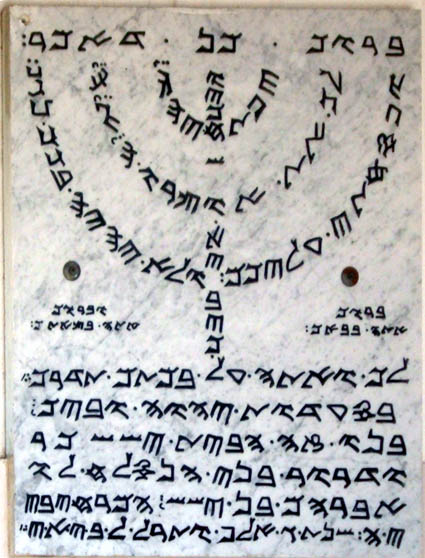
Самаритянская мезуза в виде меноры-амулета

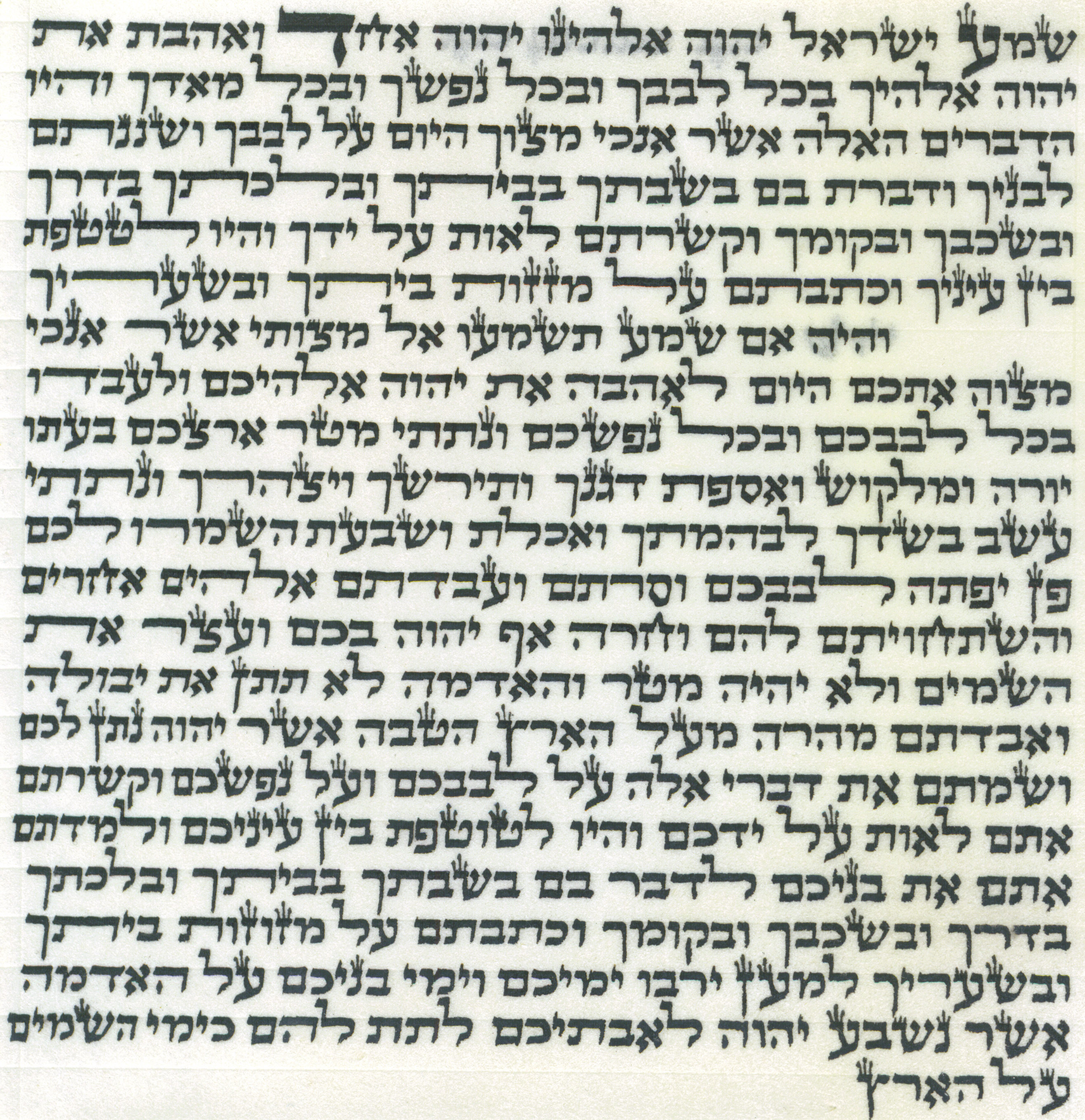
Текст мезузы сефардским шрифтом
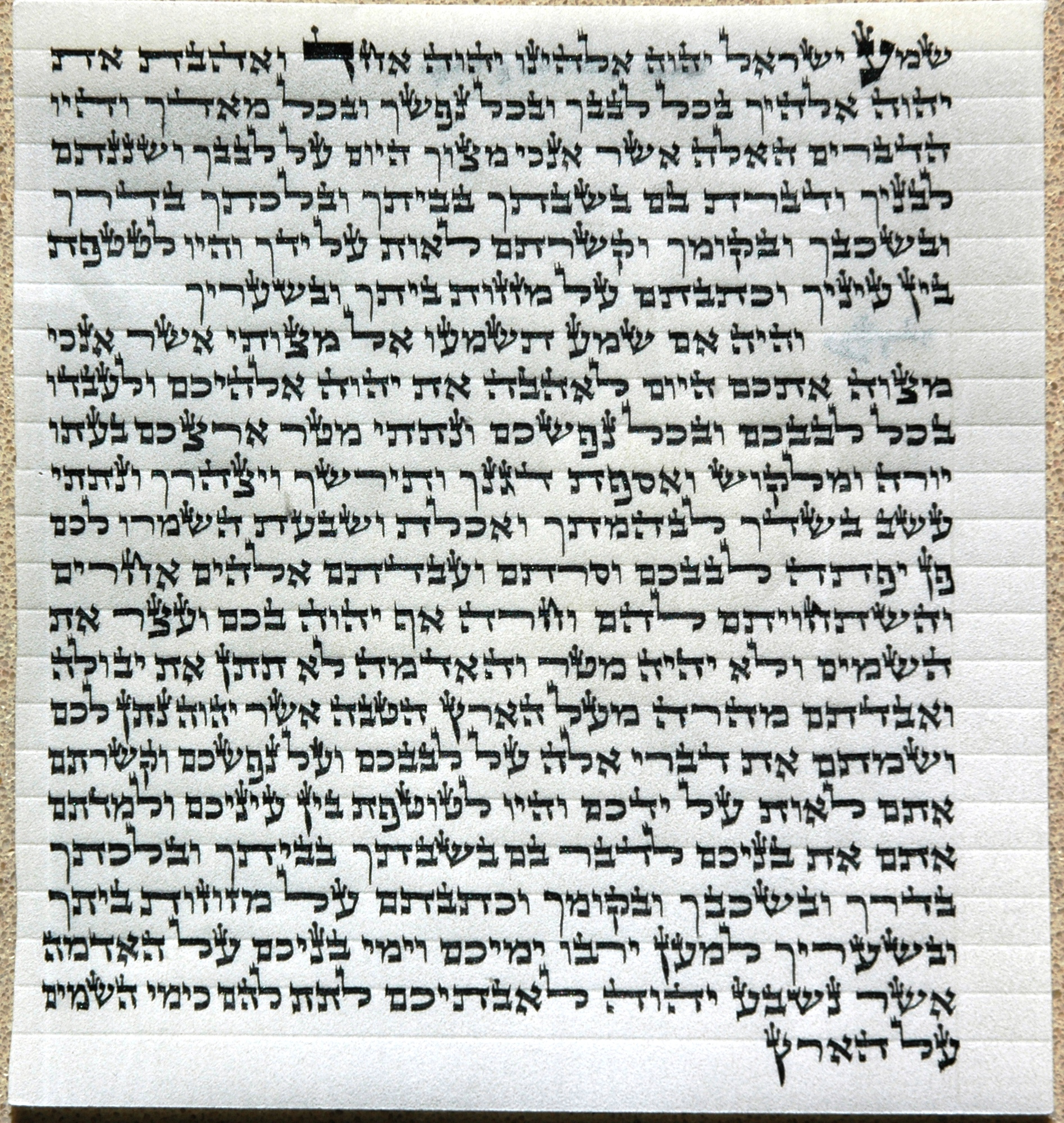
Текст мезузы ашкеназским шрифтом
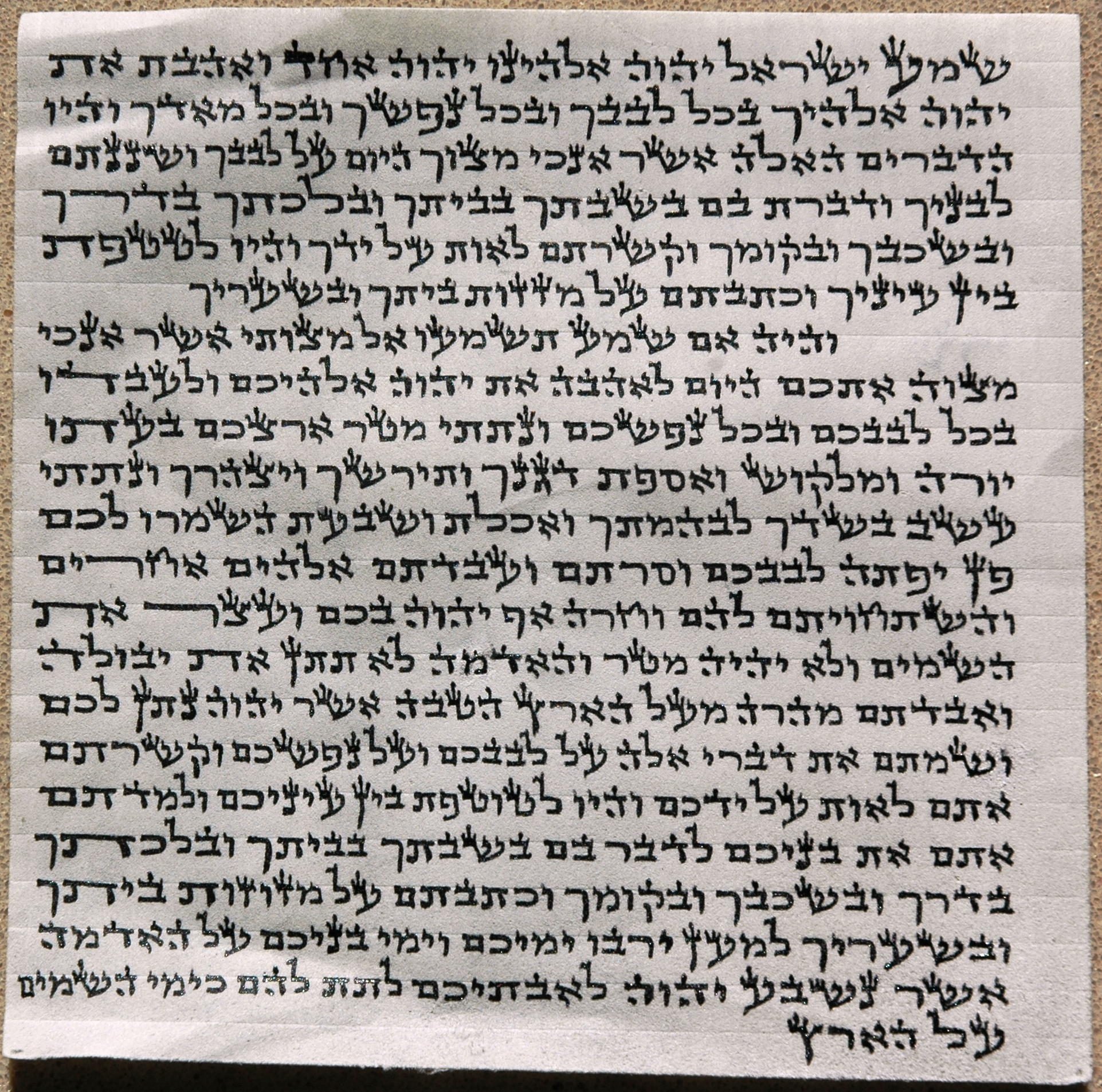
Текст мезузы шрифтом Ари

## Известные мезузы
- Древнейшие сохранившиеся мезузы относят к кумранским свиткам (Эпоха Второго Храма).
- Царь-мезуза — гигантская кошерная мезуза, написанная Авраамом Борщевским в Иерусалиме в 2004 году, была отмечена в Книге рекордов Гиннеса. Царь-мезуза с 2009 экспонируется в Современном музее каллиграфии в Москве.
- Сообщается об использовании заземлённой металлической мезузы при входе в лабораторию (в Израиле) для защиты электронных схем от статического электричества[6].
- В Минске одной из достопримечательностей является Дом с мезузой.